# Mauritanië op de Olympische Zomerspelen 2024
Mauritanië nam deel aan de Olympische Zomerspelen 2024 in Parijs.

## Aantal Deelnemers
Hieronder volgt een overzicht van de atleten die zich reeds gekwalificeerd hebben voor de Olympische Zomerspelen van 2024.
| Sport    | Mannen | Vrouwen | Totaal |
| -------- | ------ | ------- | ------ |
| Atletiek | 0      | 1       | 1      |
| Zwemmen  | 1      | 0       | 1      |
| Totaal   | 1      | 1       | 2      |

## Deelnemers en Resultaten

### Atletiek

#### Loopnummers
Vrouwen
| atleet             | onderdeel | voorronde | voorronde | series | series | herkansingen | herkansingen | halve finale | halve finale | finale | finale |
| atleet             | onderdeel | tijd      | rang      | tijd   | rang   | tijd         | rang         | tijd         | rang         | tijd   | rang   |
| ------------------ | --------- | --------- | --------- | ------ | ------ | ------------ | ------------ | ------------ | ------------ | ------ | ------ |
| Salam Bouha Ahamdy | 100 m     |           |           |        |        | n.v.t.       | n.v.t.       |              |              |        |        |

### Zwemmen
Mannen
| Atleet     | Onderdeel       | Series | Series | Halve finale   | Halve finale   | Finale         | Finale         |
| Atleet     | Onderdeel       | Tijd   | Rang   | Tijd           | Rang           | Tijd           | Rang           |
| ---------- | --------------- | ------ | ------ | -------------- | -------------- | -------------- | -------------- |
| Camil Doua | 50 m vrije slag | 26,02  | 55     | Niet geplaatst | Niet geplaatst | Niet geplaatst | Niet geplaatst |